# Thomann
Thomann — немецкая компания, специализирующаяся на розничной и онлайн торговле музыкальными инструментами, а также студийным и световым оборудованем. Компания известна своим крупным онлайн-магазином «Thomann Cyberstore». Является крупнейшим в мире интернет-ритейлером в данной сфере с оборотом более 1,1 миллиарда евро (розничная сеть и онлайн, по состоянию на 2020 год).
Компания была основана Хансом Томанном-старшим в 1954 году как семейный бизнес в Бургебрах, Бавария, Германия, где находится ёё штаб-квартира. Thomann по-прежнему остаётся семейной компанией.

## История

### 1954—1989: Основание и расширение при Хансе Томанне-старшем
Ханс Томанн из Треппендорфа, бывший трубач-гастролер, в 1954 году оставил открыл свой первый музыкальный магазин в собственном доме параллельно он изучал игру на трубе в Вюрцбурге. В 1950—1960-е годы он ездил по округе, продавая инструменты местным музыкантам и духовым оркестрам.
В 1970-е годы магазин стал расширяться, и жилые помещения семейного дома постепенно переоборудовались в торговые залы. Этому способствовал рост спроса на такие инструменты, как электроорган, электрогитара и синтезатор. В 1980-е годы Thomann начал устанавливать звукозаписывающие студии; к 1989 году им было обустроено 24 студии в Южной Германии, в том числе для радиостанций.

### 1990—1999: Руководство Ханса Томанна-младшего
В 1990 году старший сын Ханс Томанн-младший принял руководство отца (умершего в 2004 году). Все четверо его братьев и сестёр тогда работали в семейной фирме.
Рекламный каталог «Hot Deals» впервые был разослан в 1992 году примерно 10 тысячам клиентам, в основном местным. По состоянию на 2015 год каталог содержит около 2100 позиций и печатается ежемесячно тиражом 6,75 млн экземпляров. В 1996 году Thomann первым среди музыкальных ритейлеров Германии запустил онлайн-торговлю. В первый год интернет-продаж оборот составил 800 тысяч немецких марок.
В 1997 году компания купила крупнейший на тот момент немецкий музыкальный онлайн-магазин Roadstar из Айзингена. Это более чем вдвое увеличило клиентскую базу — свыше 100 тысяч человек. В 1998 году был построен новые вставочные торговые площади для светового оборудования и оборудования звукозаписывающих студий, а также ударных инструментов. В 1999 году начал работй собственный колл-центр; с 2013 года их два — для немецкого и международного рынков.

### 2000 — наши дни: Интернационализация
В 2001 году была создано подразделение «Thomann Audio Professionell», специализирующееся на оснащении театров, музеев, дискотек и других объектов звуковыми и световыми системами. В 2003 году открылся логистический центр на 5400 посылок за смену. Между 2004 и 2017 годами число клиентов удвоилось до 9 миллионов</ref>. В 2005 году последовали новые расширения — склад на 10 тысяч паллет, офис и новые шоурумы. 

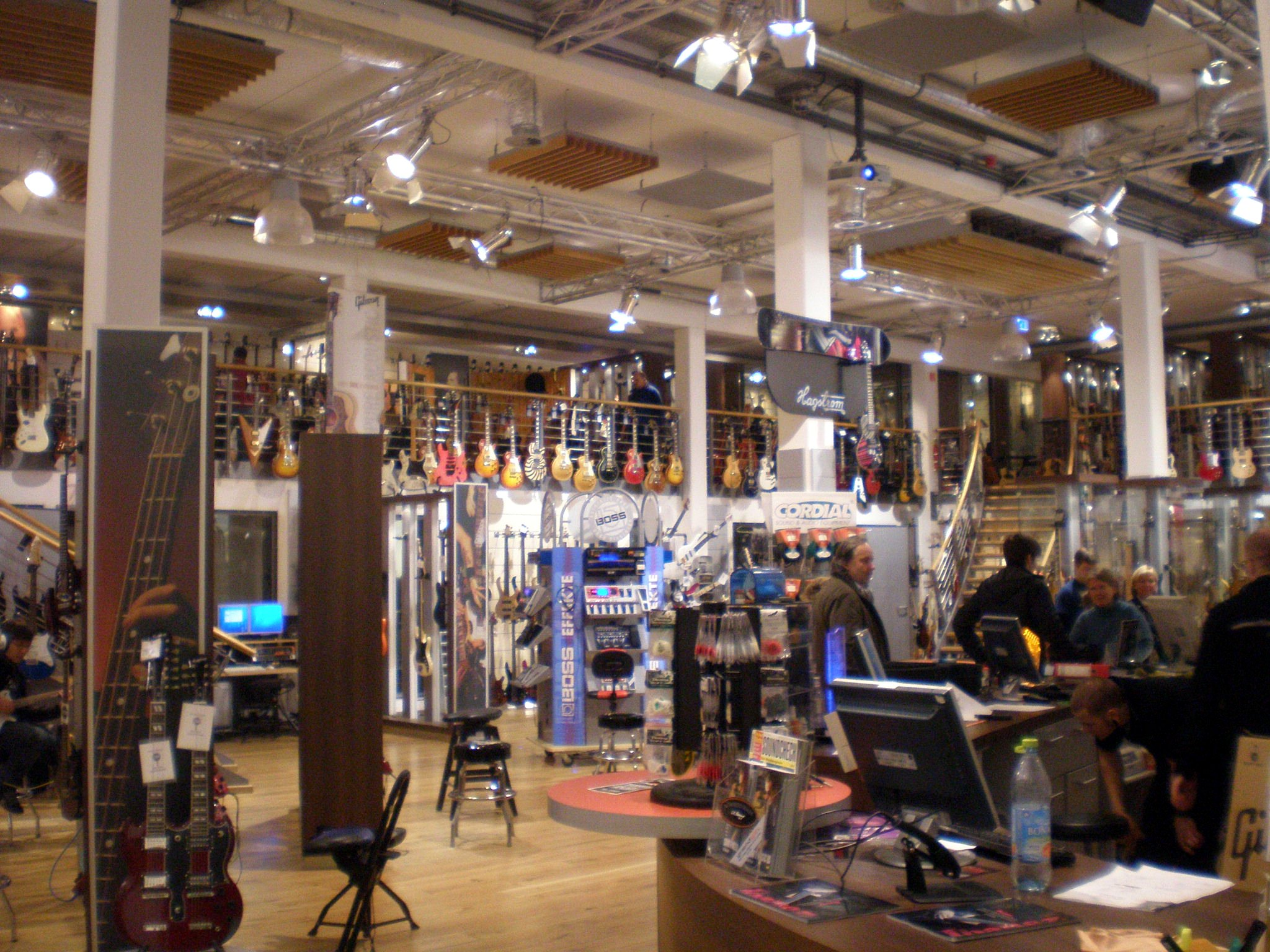
Гитарный отдел

В 2011 году Thomann приобрёл Musikservice Hoffmann (Ашаффенбург) и его марку «Zultan». В 2016 году началось расширение логистического центра (инвестиции — 60 млн евро).
В августе 2021 года «Федеральное картельное управление Германии» наложило штраф на Thomann и ряд компаний (Yamaha, Roland, Fender) за ценовой сговор на рынке музыкальных инструментов, общая сумма штрафа составила 21 млн евро.
В 2024 году компания работает в 120 странах, ежегодно обслуживая 6,3-6,5 млн заказов. Для французского рынка было создано подразделение Thomann France с офисом под Лионом.

## Организационная структура
- Musikhaus Thomann: музыкальный магазин (5500 м²) — склад и логистический центр
- Thomann Direktversand и Cyberstore — почтовая и онлайн торговля, ~ 1,3 млн клиентов (онлайн-платформа Thomann.de)
- Thomann Audio Professionell — инсталляция аудио- и световых систем
- Thomann.io — разработка ПО для магазина

## Логистика
Thomann постоянно расширяет логистику. В 2017 году складские площади выросли на 40 тысяч м², что позволяет обрабатывать свыше 3 тысяч заказов в час. Автоматизированный склад мелких деталей содержит 80 тысяч контейнеров; ежедневно отправляется до 40 тысяч товаров.

## Собственные марки

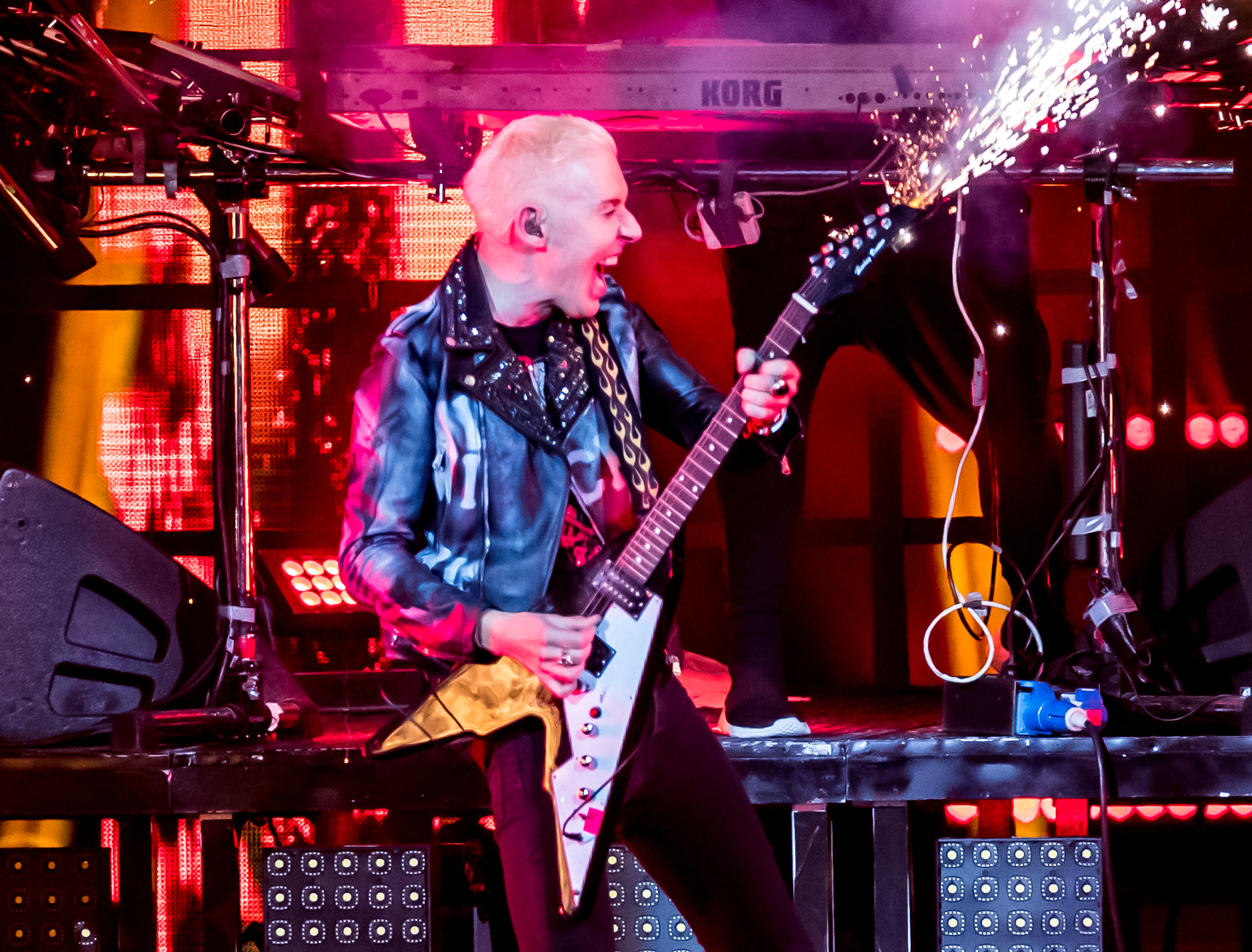
H. P. Baxxter с Harley Benton Flying V (2018)

Компания выпускает ряд собственных брендов (в основном производство в Азии). Среди них: «Harley Benton», «Startone», «Lead Foot», «Millenium», «Stairville», «Swissonic», «the box», «the t.bone».
Бренд ударных инструментов «Zultan Cymbals» создан в 2000 году Мартином Хоффманом в Ашаффенбурге. Под маркой выпускаются 13 серий тарелок.
«Harley Benton» появился в 1998 году по инициативе Ханса Томанна и стал глобальным брендом.

## Контент-платформы
Thomann управляет медиа и форумами: «Musiker-Board», «Bassic», порталы «Bonedo», «Amazona», «Gearnews», «DJ Lab». В 2014 году был приобретён «Wizoo Publishing» (сайты kopfhoerer.de, pianoo.de, форум recording.de).